# Hawajskie odznaczenia

## Królestwo Hawajów(do 1893)
| Baretka | Nazwa polska                           | Nazwa angielska                          | Ustanowiono |
| ------- | -------------------------------------- | ---------------------------------------- | ----------- |
|         | Order Gwiazdy Oceanii                  | Order of the Star of Oceania             | 1886        |
|         | Order Kamehamehy I – Krzyż Wielki      | Order of Kamehameha I – Grand Cross      | 1865        |
|         | Order Kamehamehy I – Kawaler Komandor  | Order of Kamehameha I – Knight Commander |             |
|         | Order Kamehamehy I – Kawaler Towarzysz | Order of Kamehameha I – Knight Companion |             |
|         | Order Kalākauy – Krzyż Wielki          | Order of Kalākaua – Grand Cross          | 1875        |
|         | Order Kalākauy – Kawaler Komandor      | Order of Kalākaua – Knight Commander     |             |
|         | Order Kalākauy – Kawaler Towarzysz     | Order of Kalākaua – Knight Companion     |             |
|         | Order Kapiʻolani – Krzyż Wielki        | Order of Kapiʻolani – Grand Cross        | 1880        |
|         | Order Kapiʻolani – Kawaler Komandor    | Order of Kapiʻolani – Knight Commander   |             |
|         | Order Kapiʻolani – Kawaler Towarzysz   | Order of Kapiʻolani – Knight Companion   |             |
|         | Order Korony                           | Order of the Crown                       | 1882        |
|         | Medal Orderu Korony                    | Medal of the Order of the Crown          |             |
|         | Medal Króla Dawida Kalākauy            | King David Kalākaua Medal                | 1874        |
|         | Medal Dokoła Świata                    | Round the World Medal                    | 1881        |
|         | Medal Kalākauy i Kapiʻolani            | Kalākaua and Kapiolani Medal             | 1884        |
|         | Medal Koronacji Kalākauy               | Kalākaua Coronation Medal                | 1883        |
|         | Medal Jubileuszu Kalākauy              | Kalākaua Jubilee Medal                   | 1884        |
|         | Medal Kariery Zawodowej                | The Holo Hana Cross                      |             |